# Trelleborg
Trelleborg (/trɛlɛˈbɔrj/) ou Treleburgo[a] é uma cidade situada na província da Escânia, condado da Escânia e comuna de Trelleborg, onde é capital. Tem 15,5 quilômetros quadrados e segundo censo de 2018, havia 30 436 residentes, dos quais 7 711 nasceram no estrangeiro. A idade média dos habitantes é de 42,5.

## Etimologia e uso
O topônimo Trelleborg deriva das palavras träl (escravo/eslavo/viga oblíqua) e borg (fortificação), significando "fortificação feita por escravo ou fortificação construída com vigas oblíquas". A cidade foi mencionado coma Threlæburgh em 1291. Em latim, foi registrada como Treleburgum e como Trileoburgum.

## História
Na primeira metade do século XIII, a Igreja de São Nicolau começou a ser erigida. A menção mais antiga de Trelleborg ocorre em documento de 1257 que diz respeito ao "campo da igreja" entre o rei e arcebispo na Dinamarca. Um mosteiro franciscano foi fundado em 1267 e se localiza na praça medieval da cidade, localmente chamada "Praça Velha", mas só parte da estrutura original se preservou.

## Transporte
Trelleborg recebeu ligação ferroviária em 1875 através da ferrovia Lunda-Trelleborg (LTJ) e de Malmo em 1886 até a ferrovia Malmo-Trelleborg, via Vellinge. Em 1898, uma ferrovia foi aberta com alongamento oriental, a Linha Continental. Este trem foi eletrificado em 1933 e nos anos 50 parte do trecho em Malmo foi refeito em duas linhas. A entrada de Trelleborg, numa curva estreita com muitas interseções, foi construída em 1970. Na estação central (Trelleborg C) foi agregada a estação de balsas, a Trelleborg F. Depois, Trelleborg F tornar-se-ia o terminal férreo e a estação Trelleborg C foi fechada. Três anos depois, a maior parte do tráfego de passageiros local foi abandonada - alguns poucos trens continuaram com o percurso até 1977, mas a linha foi descontinuada. Desde 13 de outubro de 2015, os trens intermunicipais da Escânia voltaram a operar em Trelleborg, com ligação a Malmo.
Segundo censo de 2018, havia 450 automóveis de passageiros registrados para cada 1 000 moradores. Seu porto remonta ao século XVI, mas não foi até 1865 que a primeira instalação portuária estava concluída; o primeiro navio a atracar foi Frans Malmros MS NJORD. Ali há quatro conexões ao continente, para Świnoujście (Polônia), Sassnitz, Rostoque e Travemünde (Alemanha). A estação central congrega o tráfego ferroviário e portuário e nela estão as sedes do correio e telégrafo.

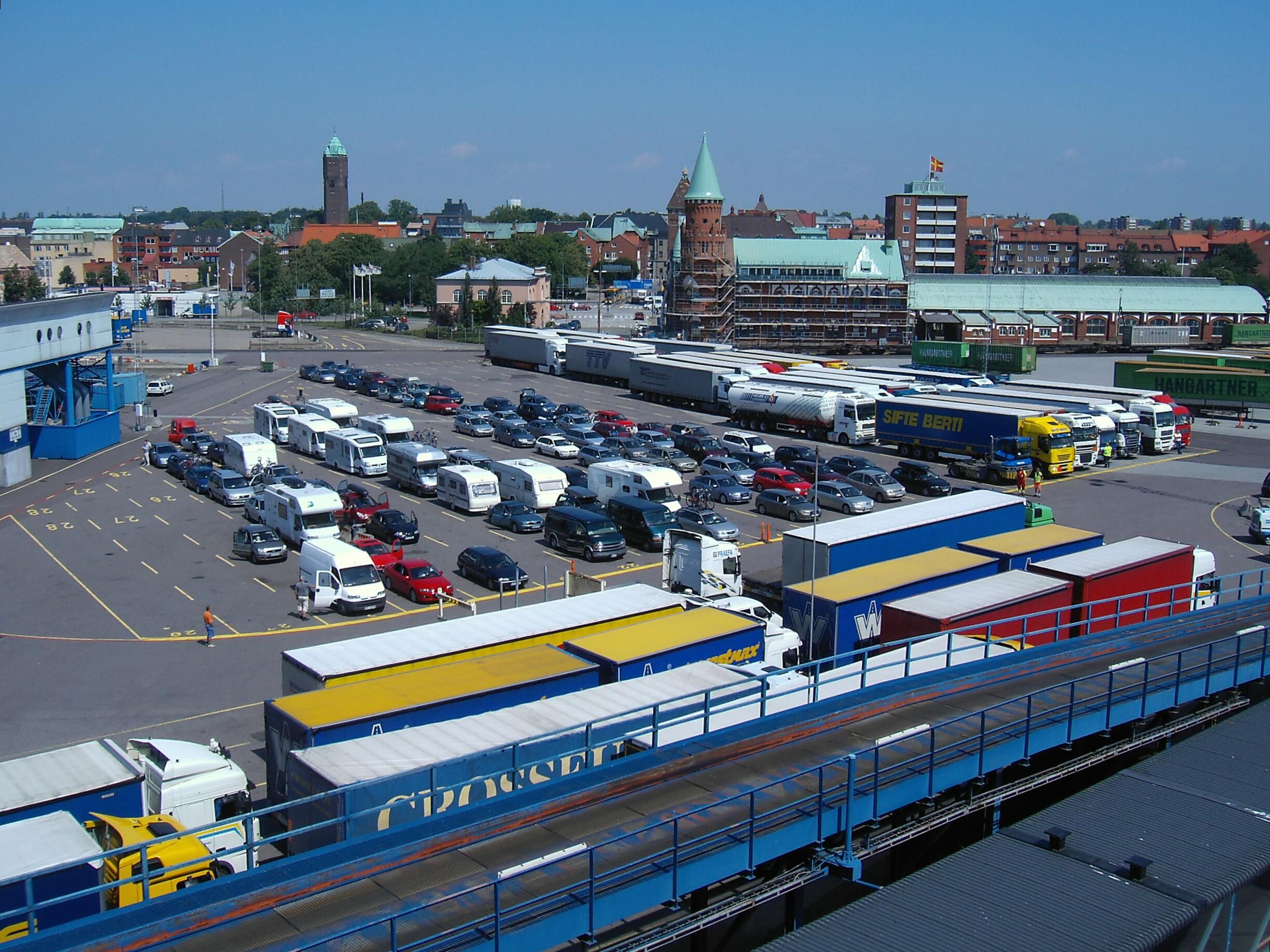
Porto
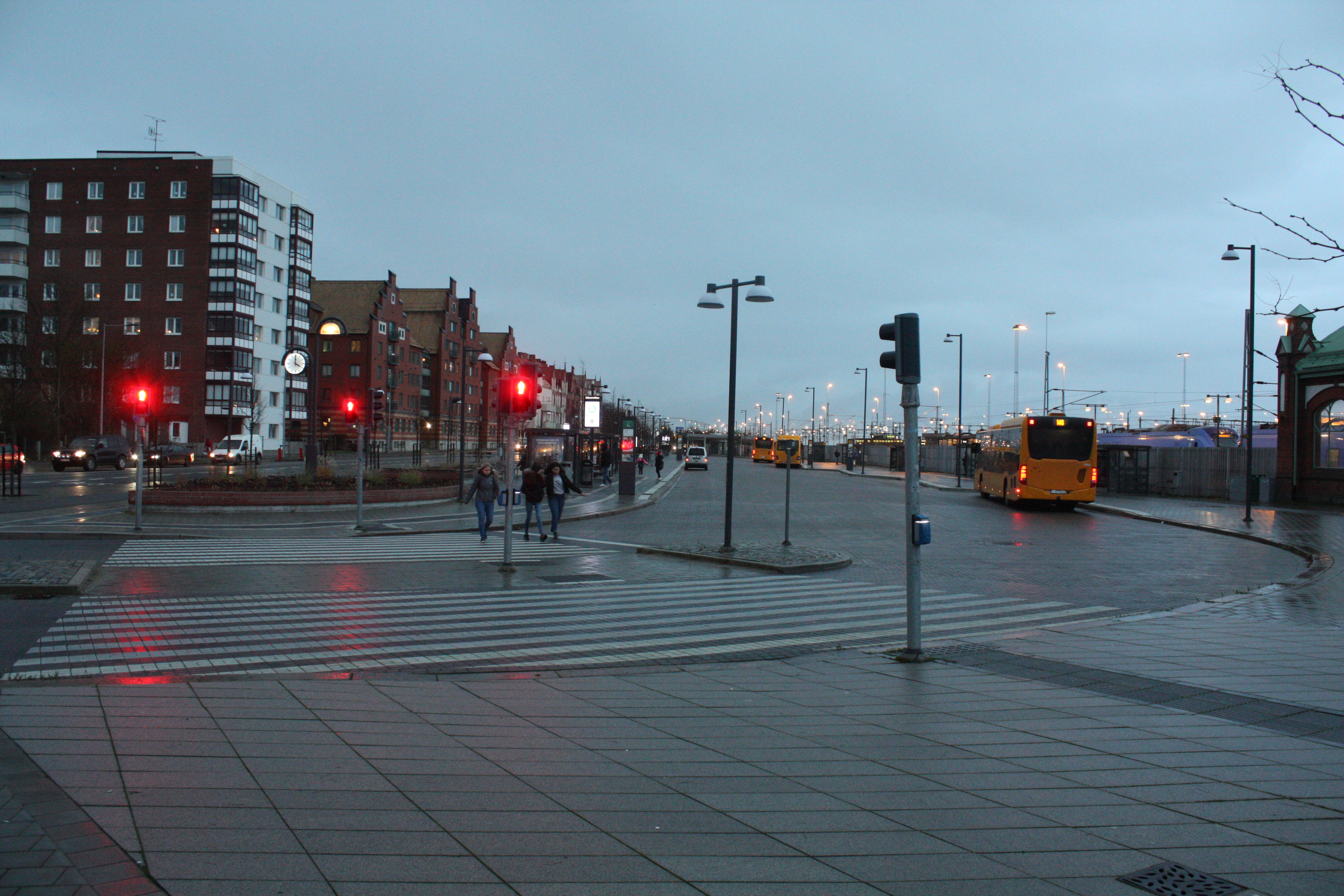
Parada de ônibus
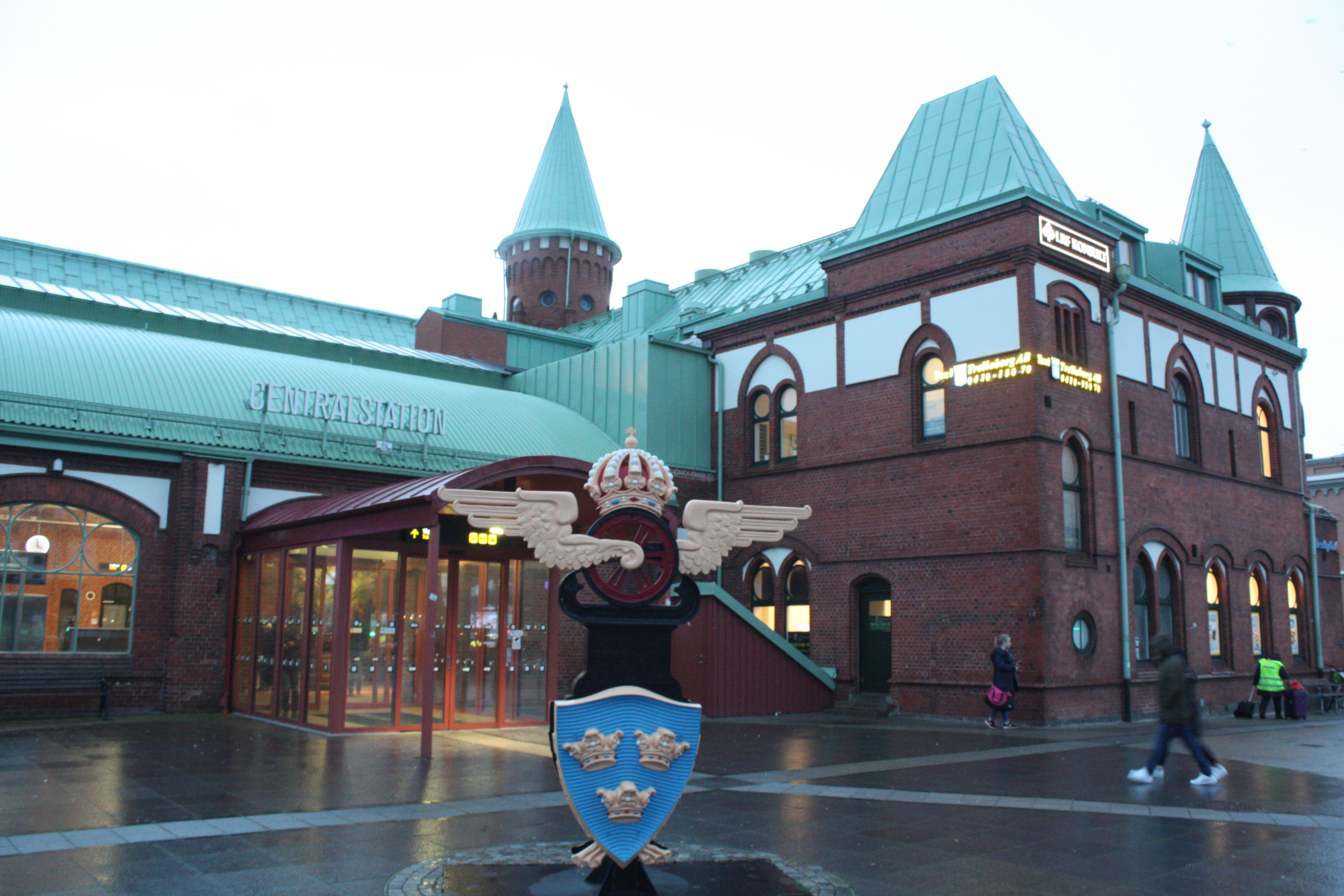
Estação central

## Economia
O setor empresarial é variado, com peso cada vez maior dos serviços. Não menos importante, o empreendedorismo rural floresceu quando velhas fazendas familiares receberam novas empresas com lojas de fazenda, restaurantes, etc. Entre as indústrias estão a Trelleborg AB (tecnologia de polímeros, borracha e plástico), Metso Sweden AB (soluções industriais para mineração) e o Flint Group Sweden AB (tintas de impressão e produtos químicos, cobertores, mangas, placas de impressão, pigmentos).

## Educação
Em Trelleborg, há 29 pré-escolas municipais e oito privadas. No ensino primário, 18 escolas municipais e duas privadas;  a modalidade dura nove anos e é acessível a todas as crianças entre 7 e 16 anos. Já para o ensino secundário, só há uma escola, com duas unidades (São Nicolau e Bastião), que dispõe de 12 programas nacionais, 5 programas introdutórios, ginásio de futebol, basquete, patinação e hóquei no gelo. A cidade dispõe de uma biblioteca composta pelo prédio central no centro (fundado em 1984) e suas filiais em Anderslöv e Gislöv, além de um ônibus de livros.

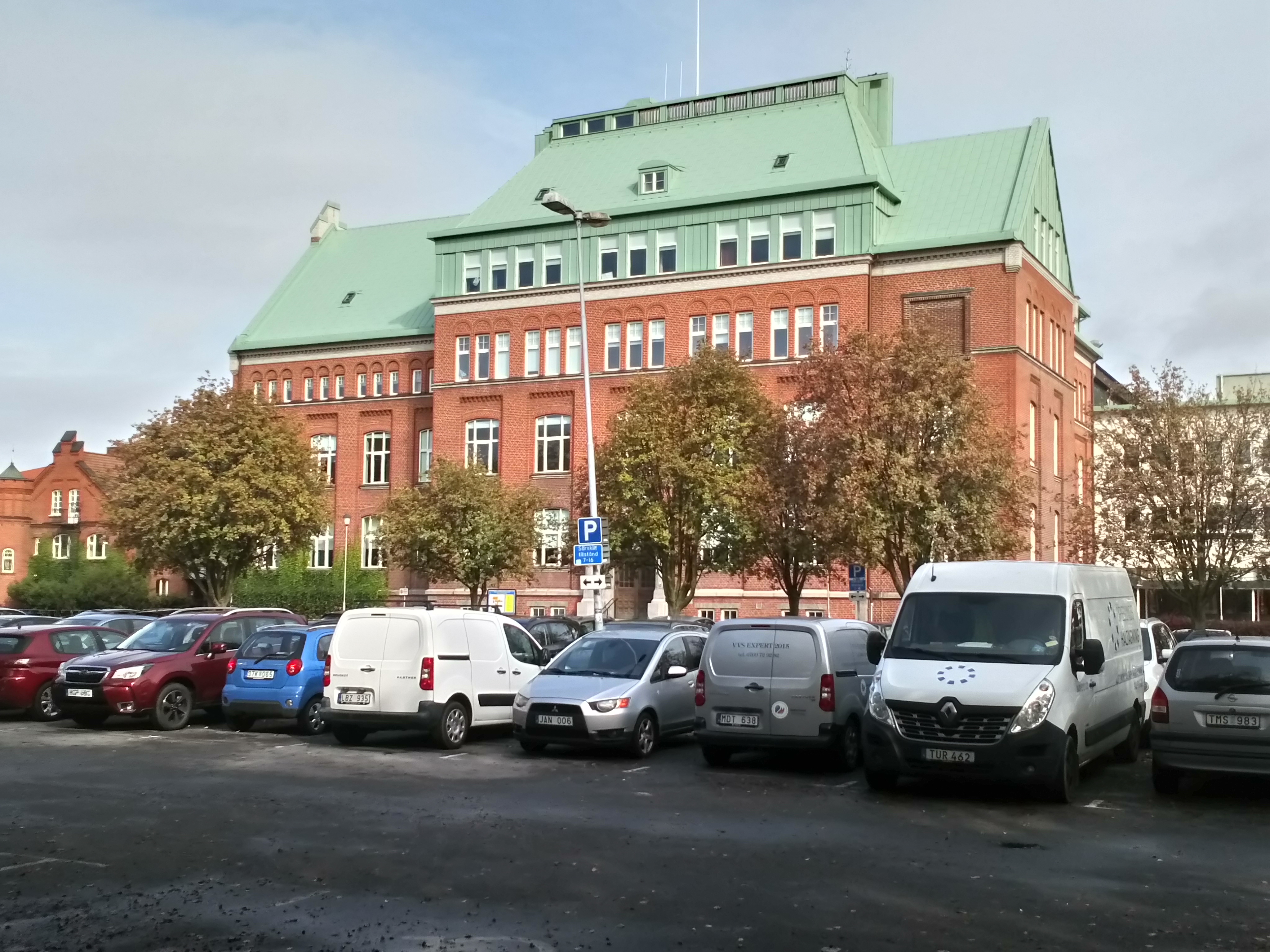
Unidade São Nicolau
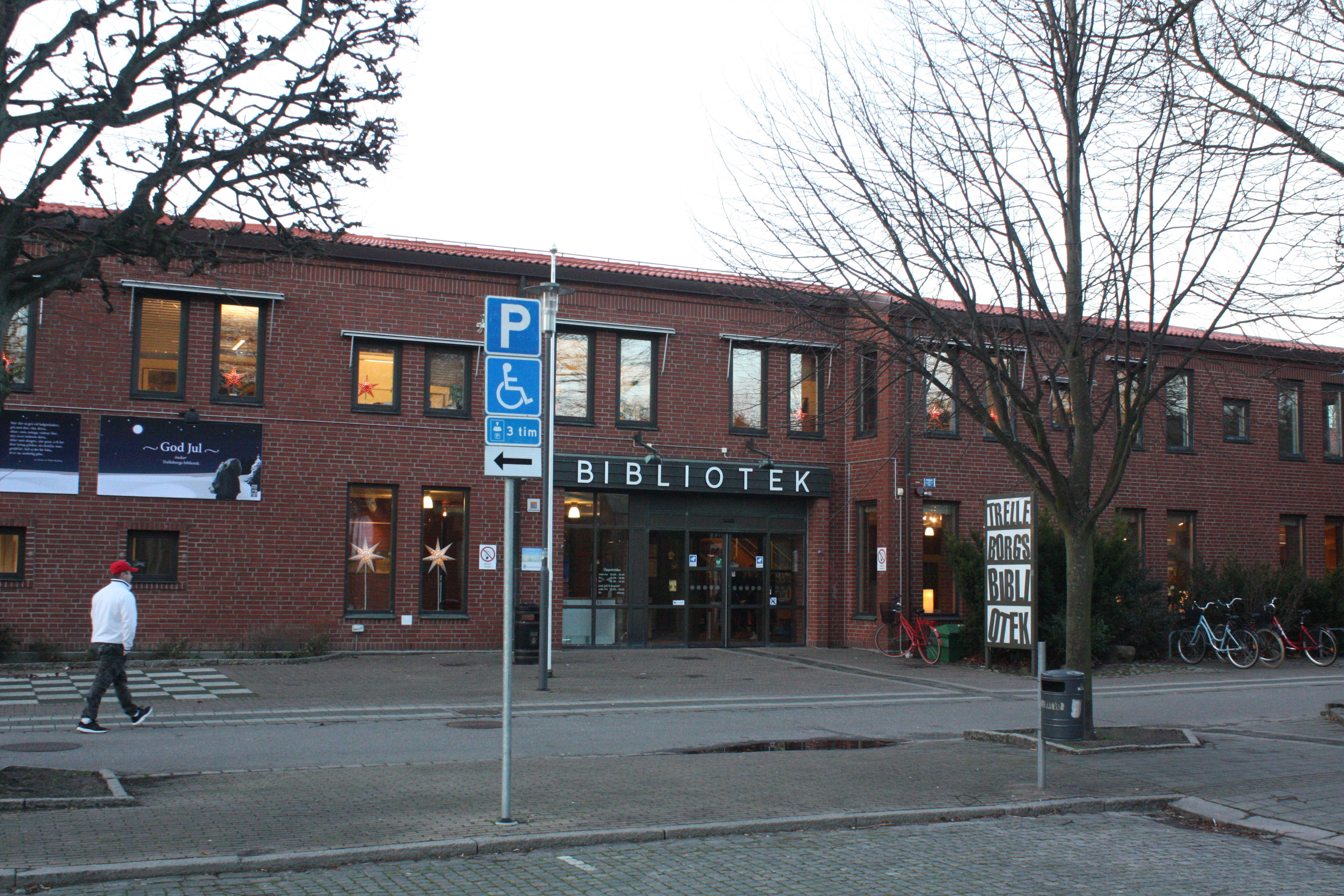
Biblioteca

## Cultura
A Igreja de São Nicolau está a leste da fortificação viquingue e parece datar de algum ponto antes da década de 1260, quando a Igreja de São Pedro de Istádio foi erigida; o edifício atual foi erigido sobre o anterior em 1883. Já a fortificação pode ter sido erigida na década de 980, quiçá por ordens do rei da Dinamarca Haroldo I (r. 958–986), e sua localização estratégica na costa era importante à defesa e controle territorial. A cidade está servida com museus e galerias: museu marítimo, que trata da história da navegação e exploração marítima da região; o Museu de Treleburgo, dedicado à história cultural; o Museu do Chapéu (fundado em 1976) para exibir peles, chapéus e bonés produzidos pelos antigos donos, a família Borgquist, desde 1866; e a Galeria de Arte Axel Ebbe, que reúne obras do artista. Ainda abriga uma casa termal, a Badhus, fundada em setembro de 1939.

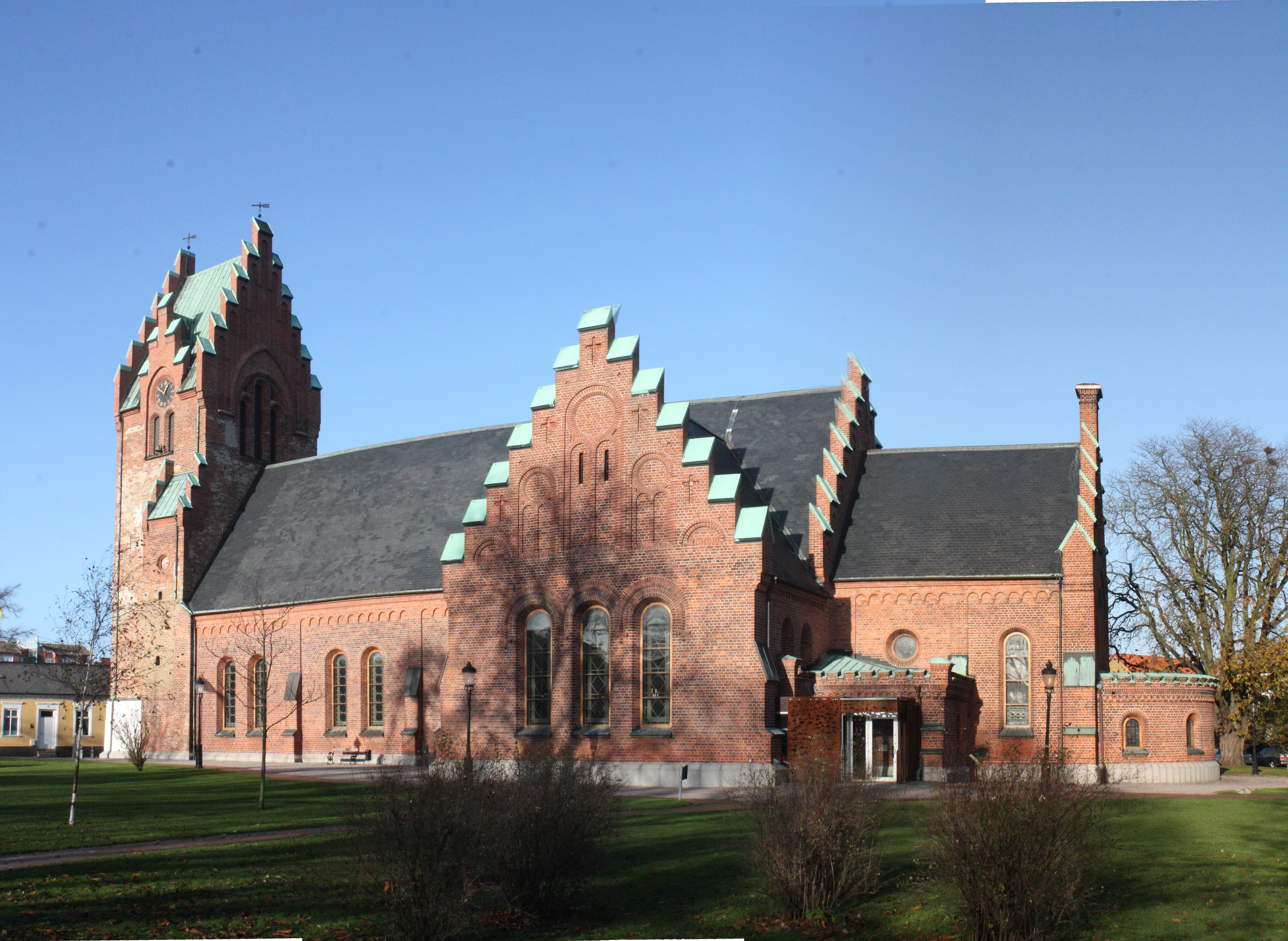
Igreja de São Nicolau
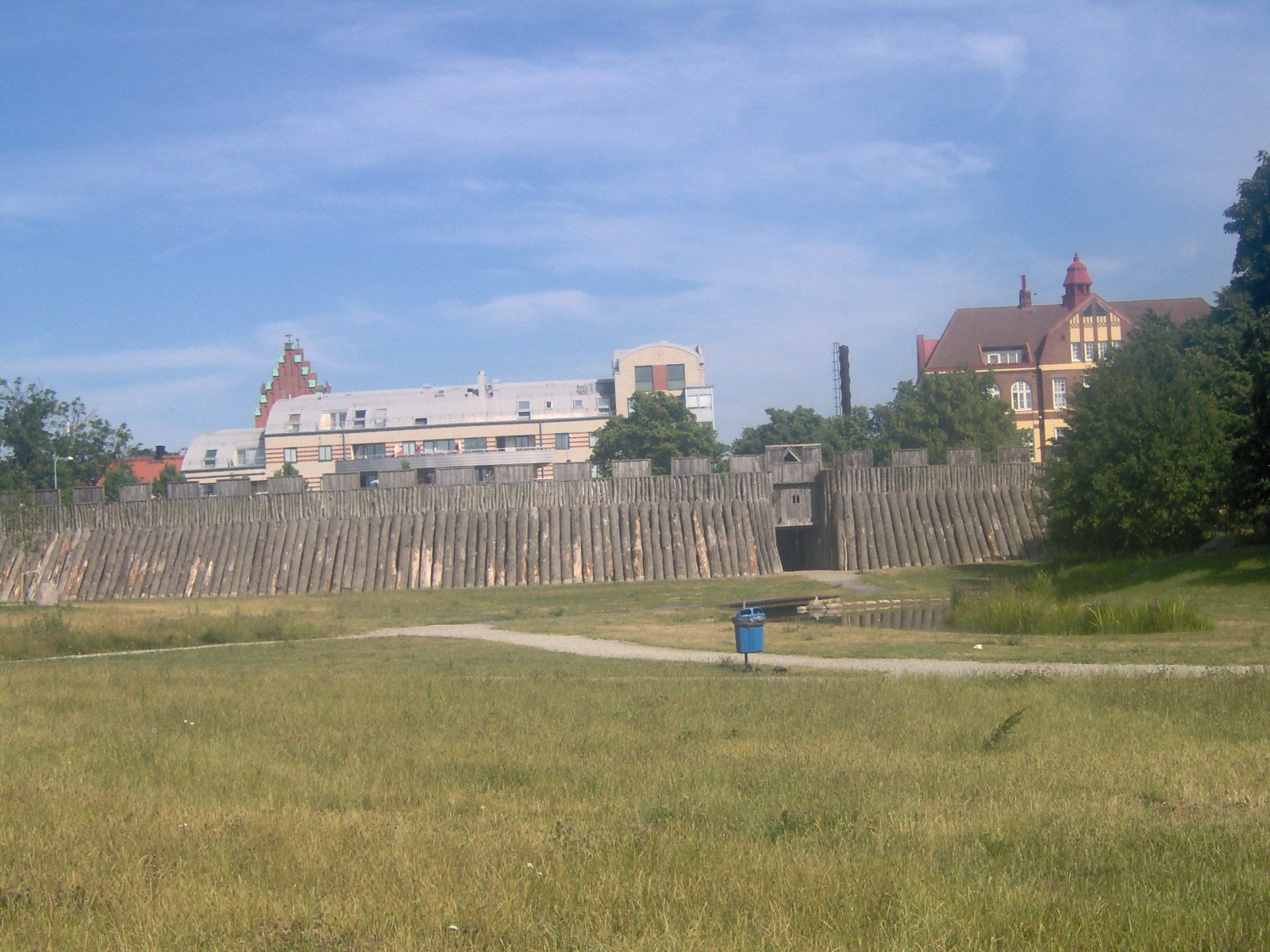
Fortificação
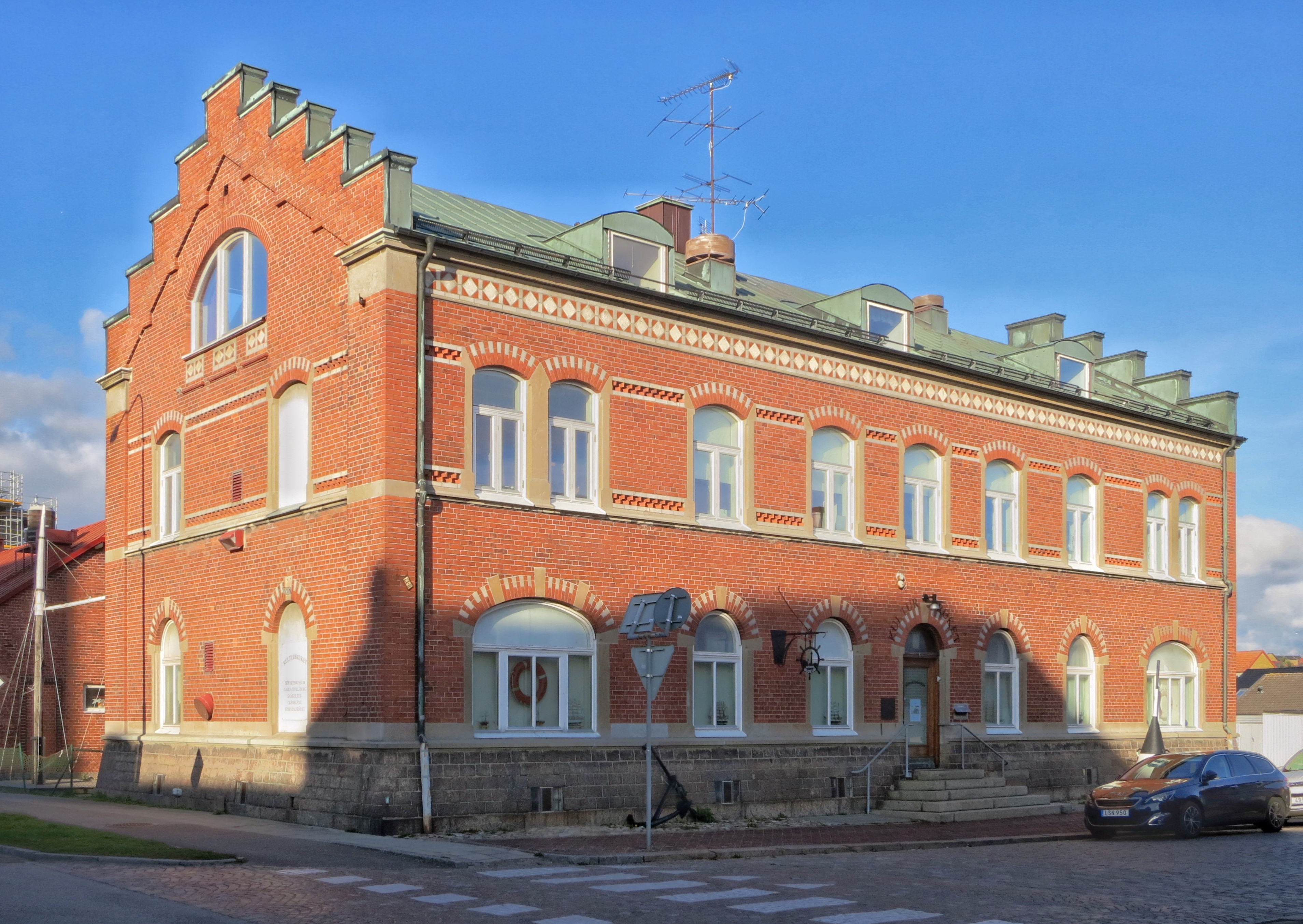
Museu marítimo
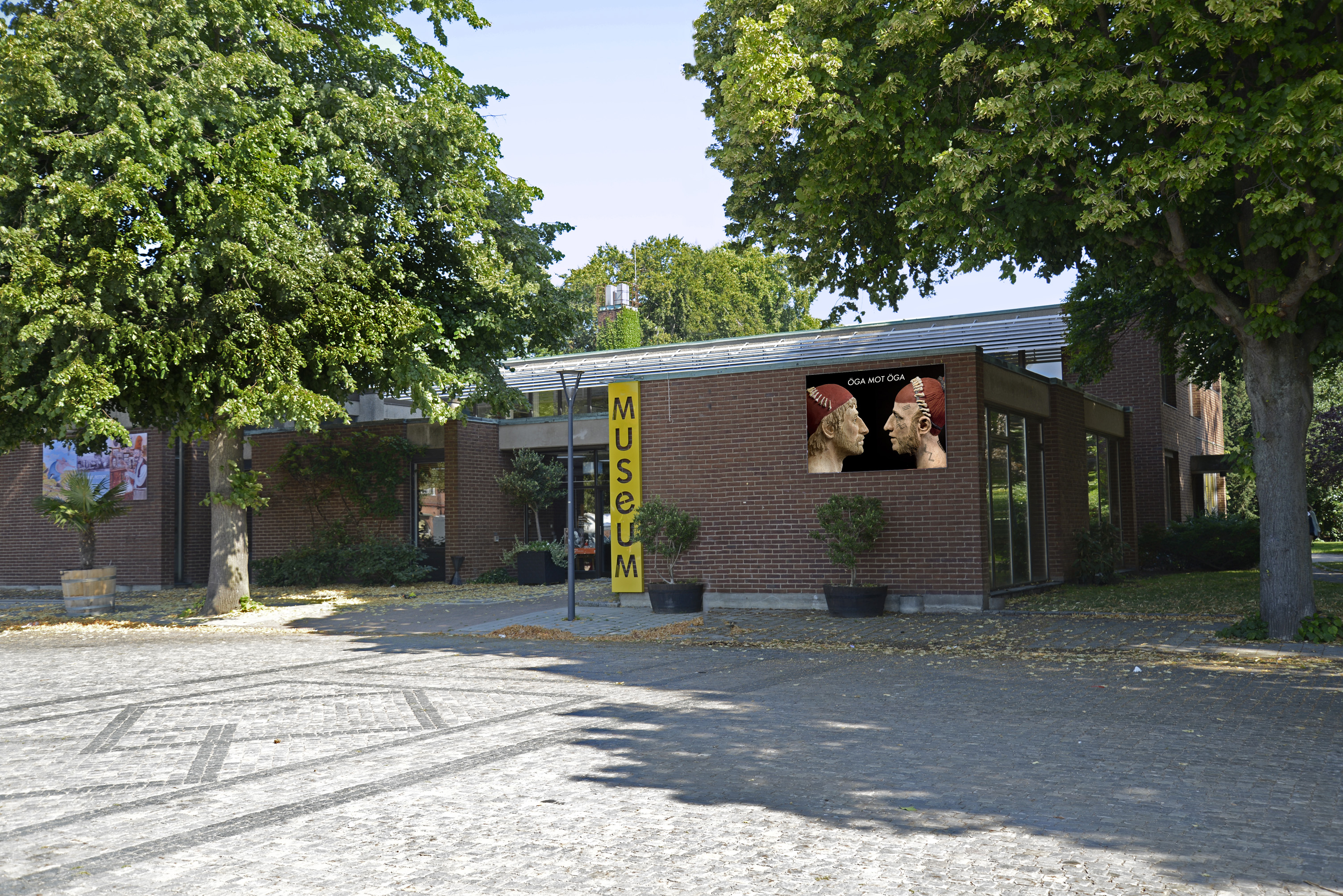
Museu de Treleburgo
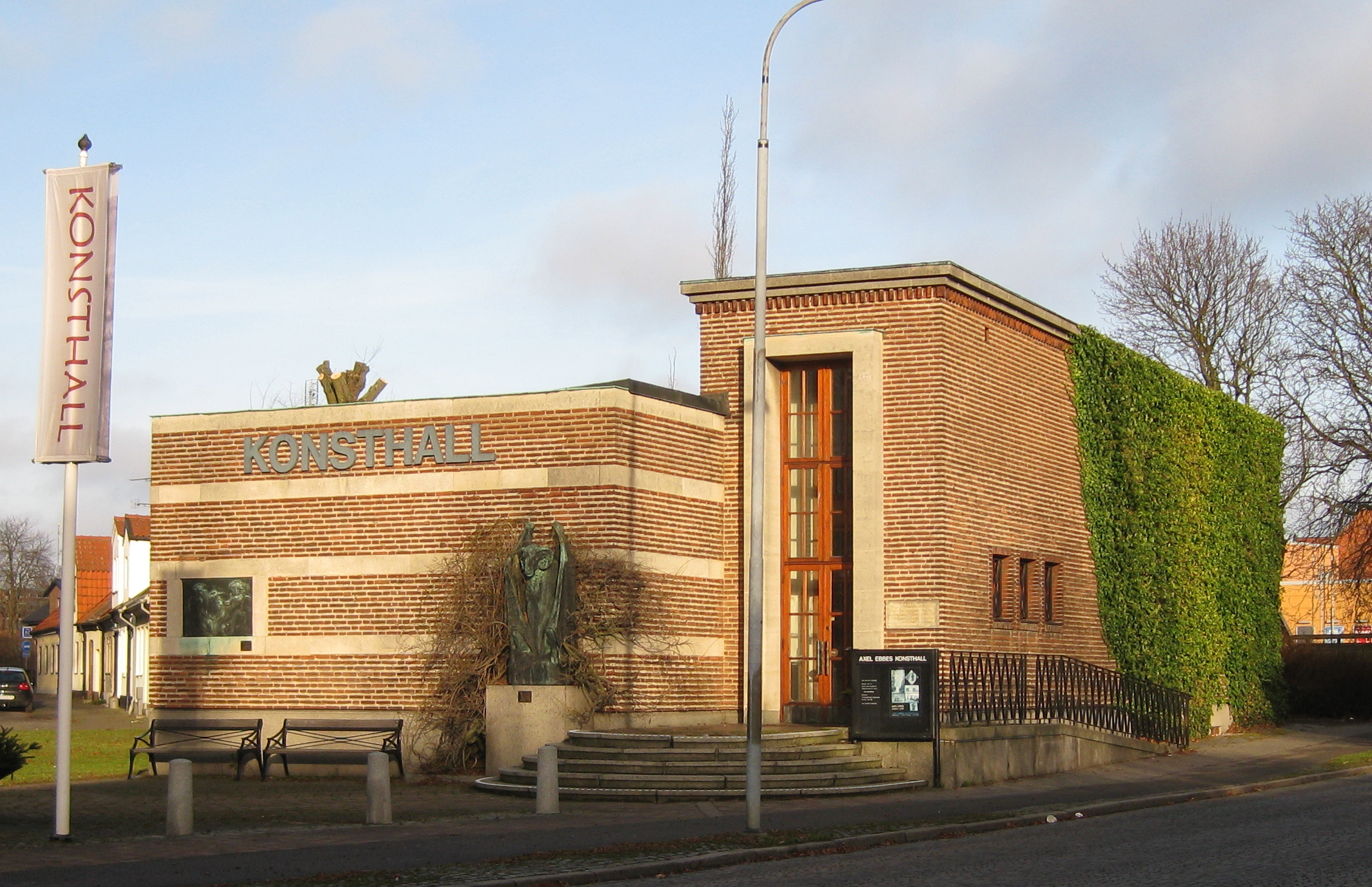
Galeria de Arte Axel Ebbe
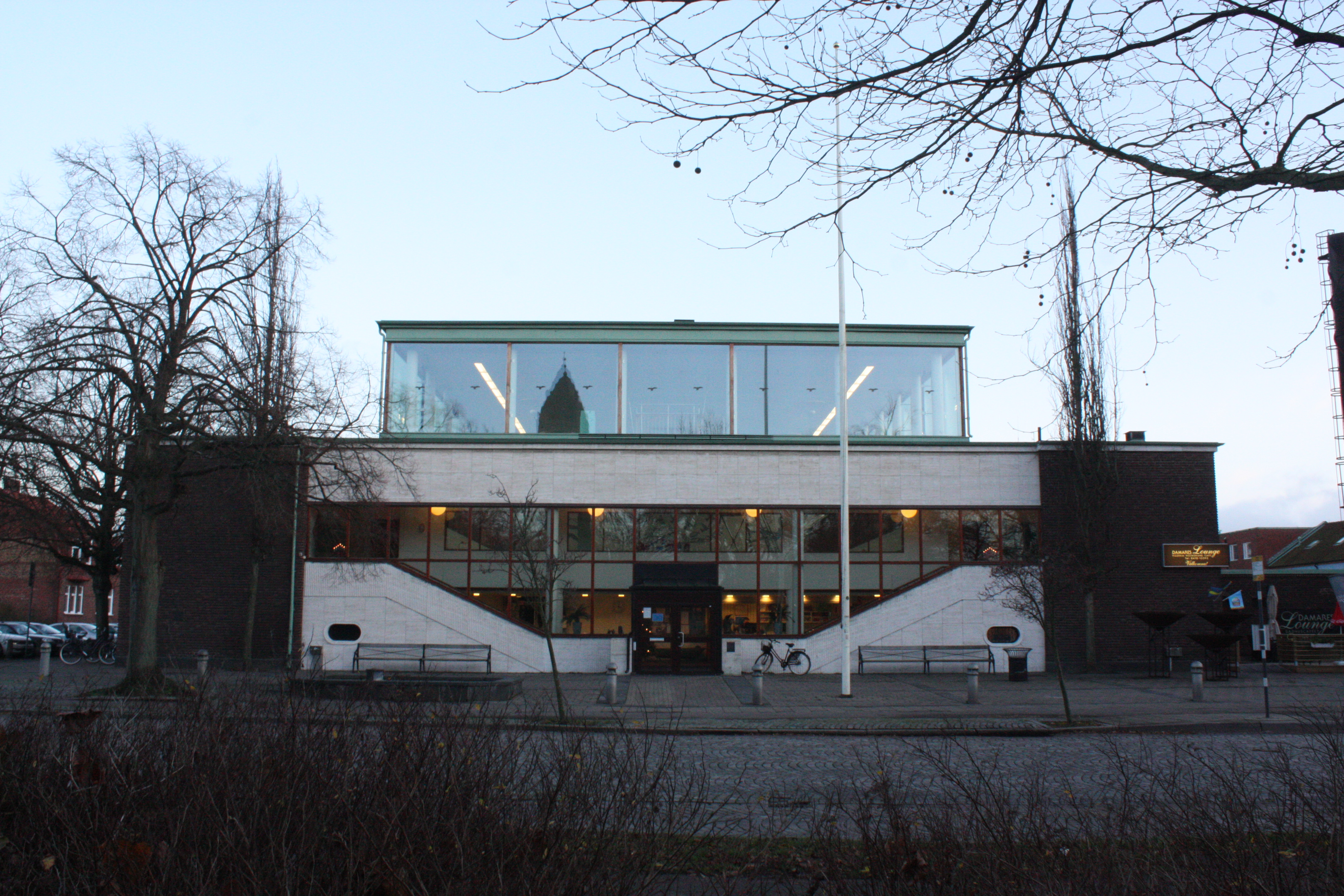
Badhus

## Esporte
Trelleborg é sede de alguns times que já participaram de competições desportivas relevantes no país como o time de futebol Trelleborgs FF, fundado em 6 de dezembro de 1926. O time é sediado no Estádio de Vångavallen, aberto em 5 de junho de 1933. Há ainda o complexo do Salão da Planície Sul, aberto em 1973 e que tem diversas instalações para treinamento, competições esportivas e partidas e excepcionalmente para realização de eventos, como concertos e feiras de associação. No salão é possível praticar patinação no gelo, handebol, bola de chão, futebol de salão, boliche, luta livre, levantamento de peso, tiro, squash, ginástica, dança, tênis de mesa etc.

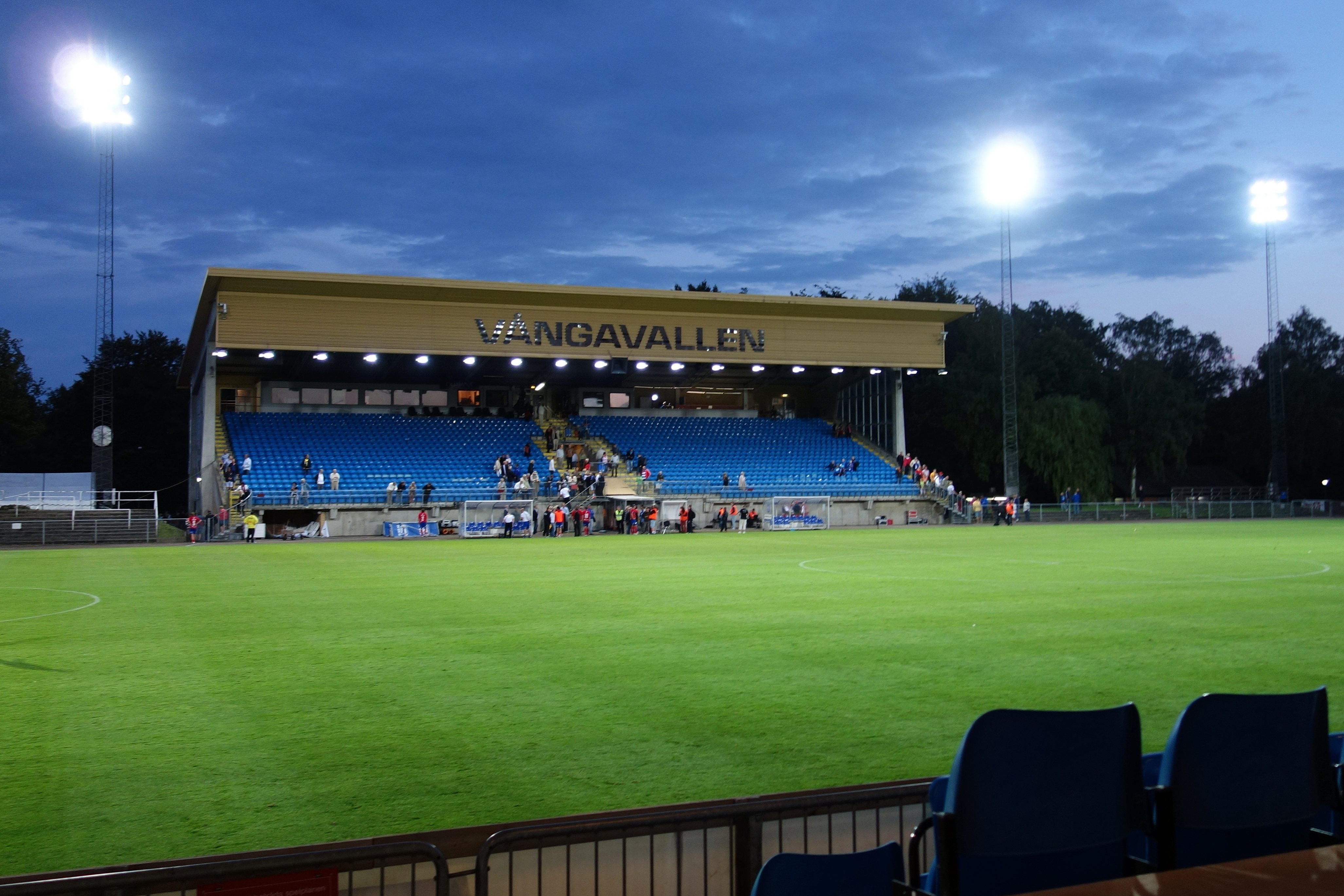
Estádio de Vångavallen
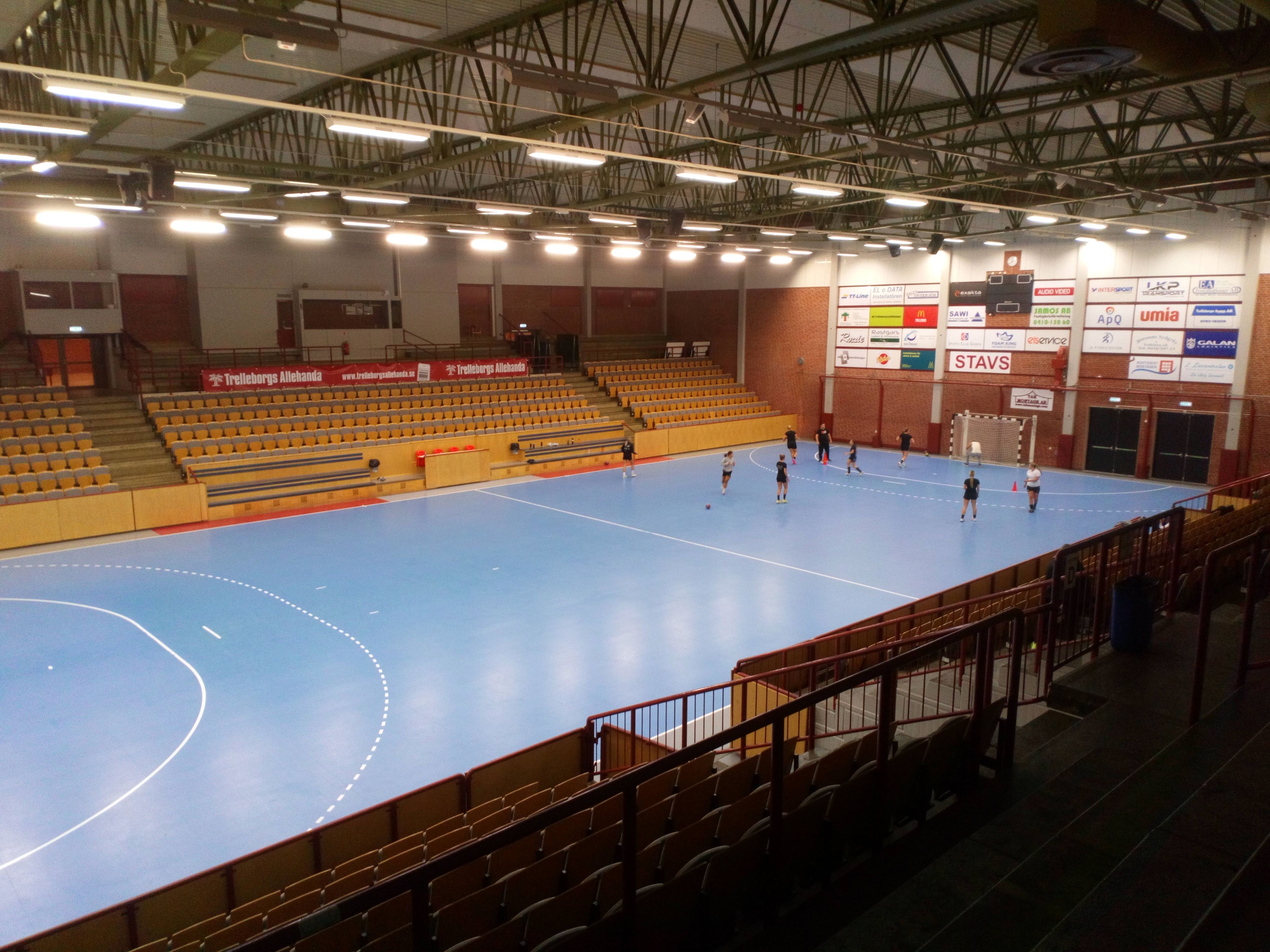
Salão da Planície Sul
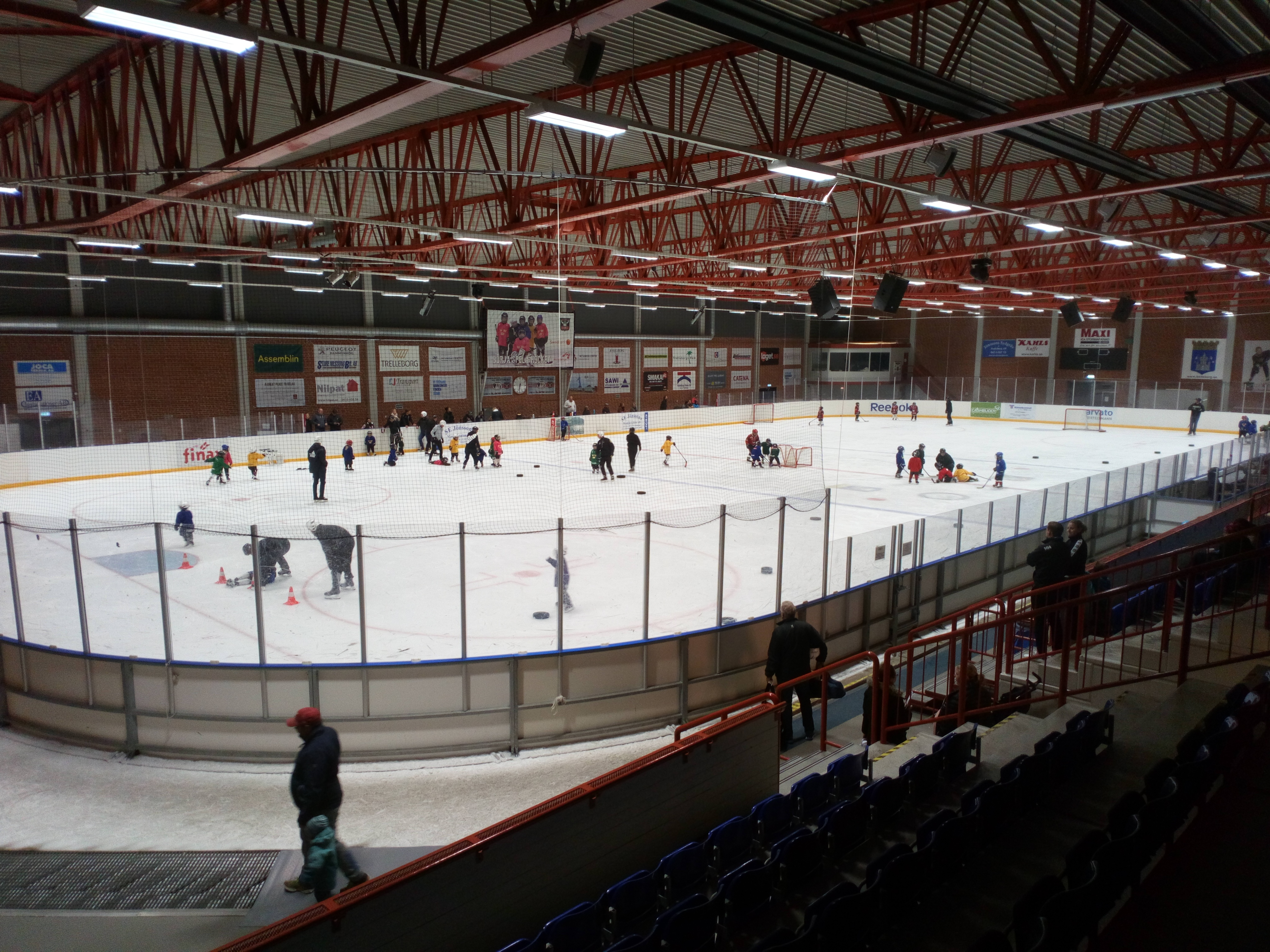
Salão da Planície Sul

## Saúde
A cidade tem um hospital central (em sueco: Lasarettet Trelleborg), inaugurado em 1893, ficava no local do museu atual e à época tinha 20 leitos e o médico Carl August Ljunggren. Já em 1900, foi ampliado com a adição de um andar, passando a ter 40 leitos. Em 1916, o médico começou a ser assistido por um sub-médico. Em 1921, foram adicionadas 3 salas anexas, destinadas sobretudo a quem sofre de tuberculose, aumentando o número de leitos para 65. Em 1962, foi dividido e recebeu um departamento médico, uma cirúrgico e um radiológico, agora com 125 leitos. Nova ala de atendimento foi adicionada em 1967 e o número de leitos aumentou para 246. Nas décadas seguintes se criou novos departamentos, como os de anestesia / terapia intensiva, ginecologia, otorrinolaringologia, oftalmologia, ortopedia, psiquiatria etc. Em 2005, partes do prédio dos anos 60 foram demolidas para uma extensa reforma.
O hospital faz parte da Administração do Sistema de Saúde Universitária da Escânia, que é uma das cinco administrações de saúde da Escânia, também incluindo os hospitais de Malmo, Lunda, Corônia e Istádio. No hospital há cerca de 700 funcionários. Possui um Pronto Socorro, bem como os departamentos de acidente vascular cerebral, Análises laboratoriais, cardiologia, cirurgia geral, clínica médica, dermatologia, endocrinologia, endoscopia, fisioterapia e terapia ocupacional, fonoaudiologia, gastroenterologia, ginecologia, neurologia, oftalmologia, ortopedia, otorrinolaringologia, pediatria, pneumologia, psiquiatria, radiologia, reumatologia e urologia.

## Cemitérios
A cidade possui dois cemitérios, o Cemitério Oeste (Västra kyrkogården) e o Cemitério Norte (Norra kyrkogården). Com 900 túmulos, o primeiro é o mais antigo da cidade, tendo sido inaugurado em 1878 e cuja capela foi concluída em 1909. O segundo foi inaugurado em 1906 e hoje é composto por aproximadamente 4 500 sepulturas. Nele pode-se visitar o Monumento Inválido, erguido em 1926 para relembrar os prisioneiros de guerra em Trelleborg durante a Primeira Guerra Mundial. Existem também túmulos de guerra alemães da Segunda Guerra Mundial. No cemitério há uma máquina automática de venda de lamparinas votivas. Há também a Capela Norte, que é usada para serviços de batismo, casamento e funeral. Após uma extensa reforma e nova construção, o edifício foi reaberto num domingo de Páscoa, em 16 de abril de 2017. Na reforma foi adicionada uma sala de cerimônia, sem símbolos religiosos, bem como uma sala de jantar, onde café e lanches são usualmente oferecidos após as cerimônias religiosas.

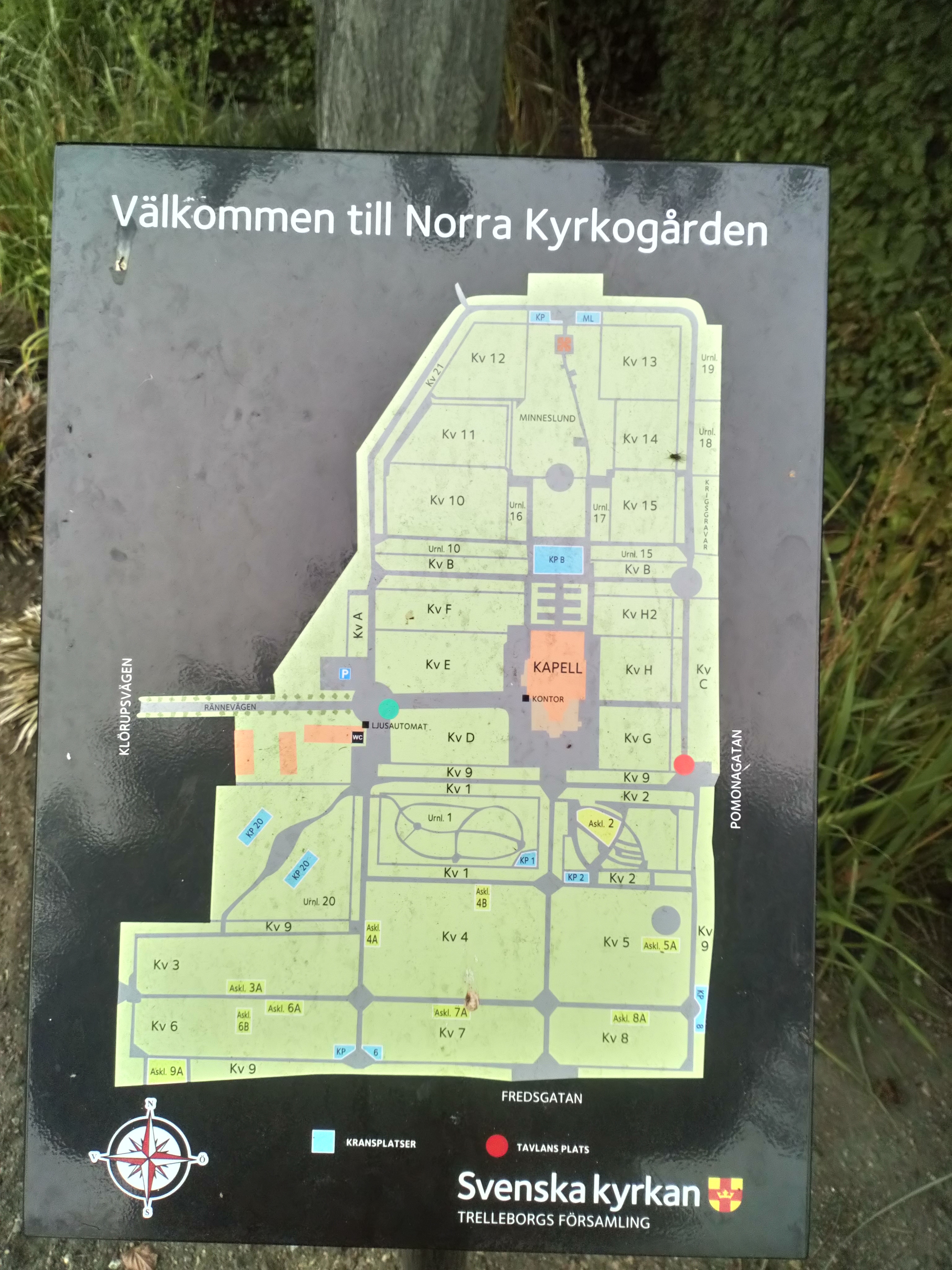
Mapa do Cemitério Norte
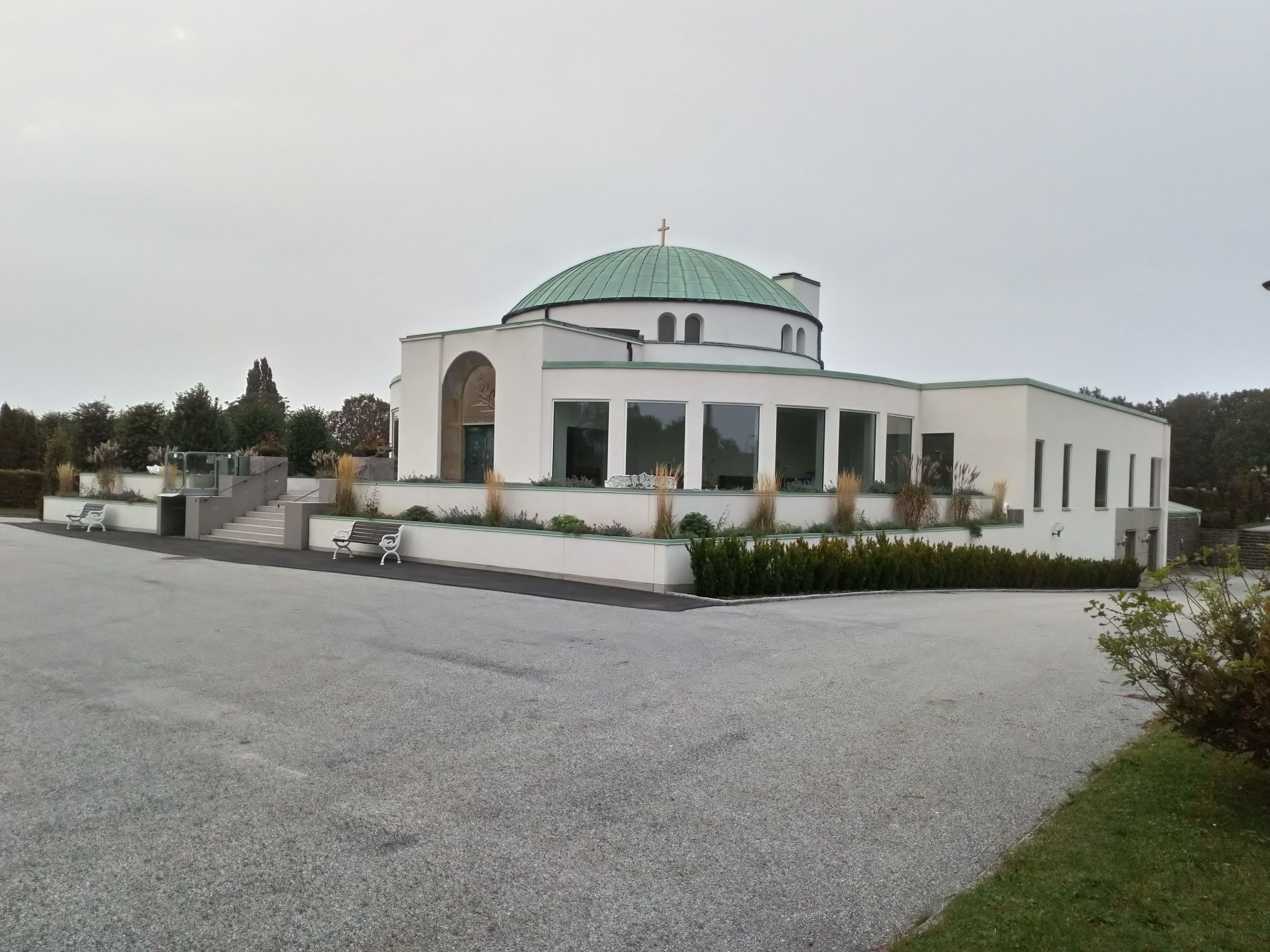
Capela Norte